# Charles Liedts

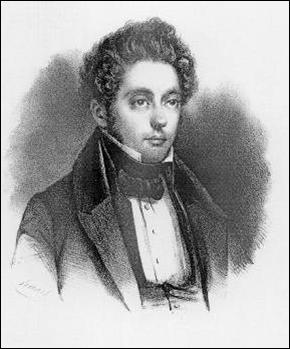
Charles Liedts

Charles Liedts  (* 1. Dezember 1802 in Oudenaarde; † 21. März 1878 in Brüssel) war ein belgischer Politiker.

## Leben
Liedts war 1830 einer der vier Sekretäre des Nationalkongresses, seit 1831 Mitglied der Abgeordnetenkammer und seit 1843 deren Präsident. Vom 16. August 1840 bis 13. April 1841 war Liedts Minister des Innern, wurde dann Zivilgouverneur der Grafschaft Hennegau, 1845–1852 und 1855–1860 Gouverneur von Brabant. Vom 17. September 1852 bis 10. März 1855 war Charles Liedts Finanzminister.